# August Waibel
August Waibel (1894 - ?) was een Zwitserse atleet. Hij nam deel aan de Olympische Zomerspelen van 1920.

## Belangrijkste resultaten

### Olympische Zomerspelen
| Jaar | Plaats    | Discipline | Onderdeel             | Resultaten                                                                       |
| ---- | --------- | ---------- | --------------------- | -------------------------------------------------------------------------------- |
| 1920 | Antwerpen | Atletiek   | 100 m (m)             | eerste ronde: 4e (reeks 5)                                                       |
| 1920 | Antwerpen | Atletiek   | 200 m (m)             | eerste ronde: 4e (reeks 8)                                                       |
| 1920 | Antwerpen | Atletiek   | 4x100 m estafette (m) | eerste ronde: 4e (reeks 3)samen met: Josef Imbach Walter Leibundgut Adolf Rysler |

### Persoonlijke records
| Onderdeel | Tijd    | Jaar |
| --------- | ------- | ---- |
| 100 m     | 12,1 s. | 1918 |